# Gregor Šparovec
Gregor Šparovec, slovenski alpski smučar, * 29. december 1977, Jesenice.
Šparovec je za Slovenijo nastopil na Zimskih olimpijskih igrah 2002 v Salt Lake Cityju, kjer je nastopil v smuku, superveleslalomu in v alpski kombinaciji. V smuku je osvojil 31. mesto, v superveleslalomu 13., v kombinaciji pa je odstopil.